# Penzance
Pour les articles homonymes, voir Penzance (homonymie).
Penzance (en cornique : Pennsans) est une ville, une civil parish, une station balnéaire et un port situé dans le district de Penwith dans le sud-ouest de l'Angleterre, en Cornouailles.

## Toponymie
Penzance, en anglais, ou Pennsans — « le saint cap » ou « le saint promontoire » en langue cornique — fait référence à l'emplacement d'une chapelle aujourd'hui appelée St Anthony's qui se serait tenue il y a plus de mille ans sur le promontoire à l'ouest de ce qui est devenu le port de Penzance. Il n'existe aucun document ancien mentionnant une véritable dédicace à saint Antoine, qui semble dépendre entièrement de la tradition et pourrait être sans fondement. Le seul objet restant de cette chapelle est une figure sculptée, aujourd'hui largement érodée, connue sous le nom de « St Raffidy », que l'on peut trouver dans le cimetière de l'église paroissiale de St Mary, près du site d'origine de la chapelle. Jusqu'aux années 1930, cette histoire se reflétait également dans le choix du symbole de la ville, la « tête sainte » coupée de saint Jean le Baptiste. On peut encore la voir sur les insignes civiques du maire de Penzance et sur plusieurs points de repère importants de la ville.

## Géographie, description et histoire
Penzance est située à l'extrême pointe des Cornouailles. C'est le dernier port avant l'Atlantique.
Sa gare ferroviaire, aussi, est le terminus d'une ligne principale de la gare de Paddington à Londres.

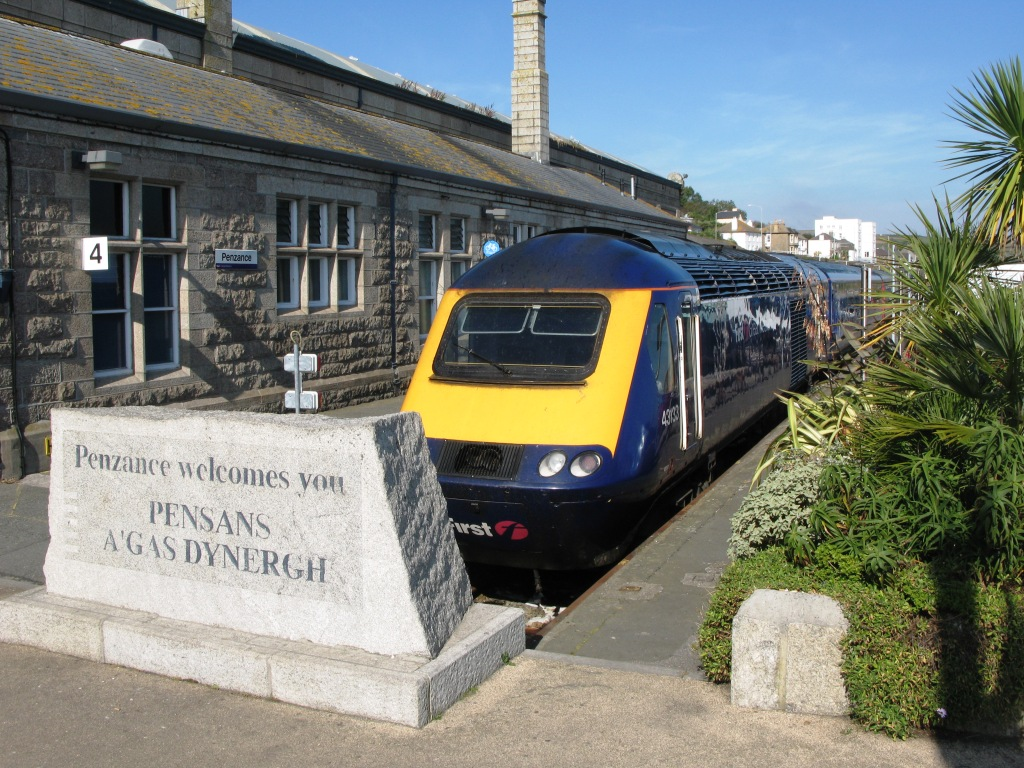
La fin de la ligne ; la gare de Penzance avec une pierre de bienvenue.

Dans la baie de Penzance, St Michael's Mount, le Mont-Saint-Michel cornouaillais, arbore sa forteresse du XIVe siècle ancrée au sommet d'un rocher granitique de 72 mètres. Cette citadelle de la mer bâtie par les Normands a remplacé la chapelle dédiée à l'archange qu'Édouard le Confesseur y avait fait édifier en 1044.
Elle a été incendiée par les Espagnols en 1595 durant la Guerre anglo-espagnole (1585-1604), et pillé par les pirates barbaresques algériens en 1640.
Le HMS Foresight (H68) est parrainé par la communauté civile de Penzance pendant la campagne nationale du Warship Week (semaine des navires de guerre) en novembre 1941. Il s'agit d'un destroyer de classe F, construit pour la Royal Navy.

## Population
La population de Penzance était de 21200 habitants en 2011.

## Patrimoine
- Trereife House.

## Jumelages
Penzance est jumelée avec :
- Concarneau (France) depuis 1982[2]
- Bendigo (Australie)
- Nevada City (États-Unis) (Californie)

Penzance a été jumelée avec :
- Cuxhaven (Allemagne), entre 1967 et 1974

## Culture, sport et personnalités

### Culture
La ville apparait dans l'opérette The Pirates of Penzance par Gilbert et Sullivan.

### Sport
Penzance possède une équipe de rugby les Cornish Pirates qui joue en D2 anglaise.

### Personnalités liées à la ville
- William Copeland Borlase (1848-1899), antiquaire et homme politique libéral, y est né ;
- Maria Brontë (1783-1821), épouse de Patrick Brontë, pasteur de Haworth, dans le Yorkshire, et mère des enfants Brontë, y est née ;
- Leonard Courtney (1er baron Courtney de Penwith, 1832-1918), homme politique et universitaire, y est né ;
- Humphry Davy (1778-1829), physicien et chimiste, y est né ;
- Caroline Jackson (1946-), femme politique, y est née ;
- Abigail Lane (1967-), artiste qui travaille dans les domaines de la photographie, du moulage à la cire, de l'impression et du son, y est née ;
- Marlow Moss (1889-1958), artiste peintre et sculpteur, y est morte ;
- Alex Reid (1980-), actrice de cinéma et télévision, y est née ;
- Henry Meynell Rheam (1859-1920), peintre, y est mort ;
- Brenda Wootton (1928-1994), chanteuse, y est morte ;
- Sandy Woodward (1932-2013), militaire, y est né ;
- Zomboy (1989-), producteur de musique, y est né.